# Robert Brasseur
Robert Brasseur (13 juli 1878 - Gent, 1 juni 1967) was een Belgisch industrieel.

## Levensloop
Brasseur was een kleinzoon van Gents schepen Charles Andries en een schoonzoon van Ferdinand Dierman. In 1899 werd hij in navolging van zijn vader directeur van de katoenspinnerij Nouvelle Orléans. In 1928 werd hij voorzitter van de raad van bestuur van dit bedrijf. In 1972 sloot het zich aan bij de Union Cotonnière, waarvan Brasseur ook een van de medestichters was. Ook in de werkgeversorganisaties was hij zeer actief, zo werd hij voorzitter van de Internationale Katoenfederatie.
De gebouwen van de Nouvelle Orléans kwamen in 1990 leeg te staan en doen sindsdien dienst als brandweerkazerne.
Brasseur was de schoonvader van Belgisch premier Georges Theunis.